# Dianthus rupicola
Dianthus rupicola Biv. – gatunek rośliny z rodziny goździkowatych (Caryophyllaceae Juss.). Występuje naturalnie na Balearach, w południowej części Włoch oraz w Tunezji. 

## Rozmieszczenie geograficzne
Rośnie naturalnie na Balearach, Sycylii, Egadach, Lampedusie, Wyspach Liparyjskich, w południowej części Półwyspu Apenińskiego (w Kalabrii, Basilicacie i Kampanii) oraz w Tunezji. 

## Morfologia

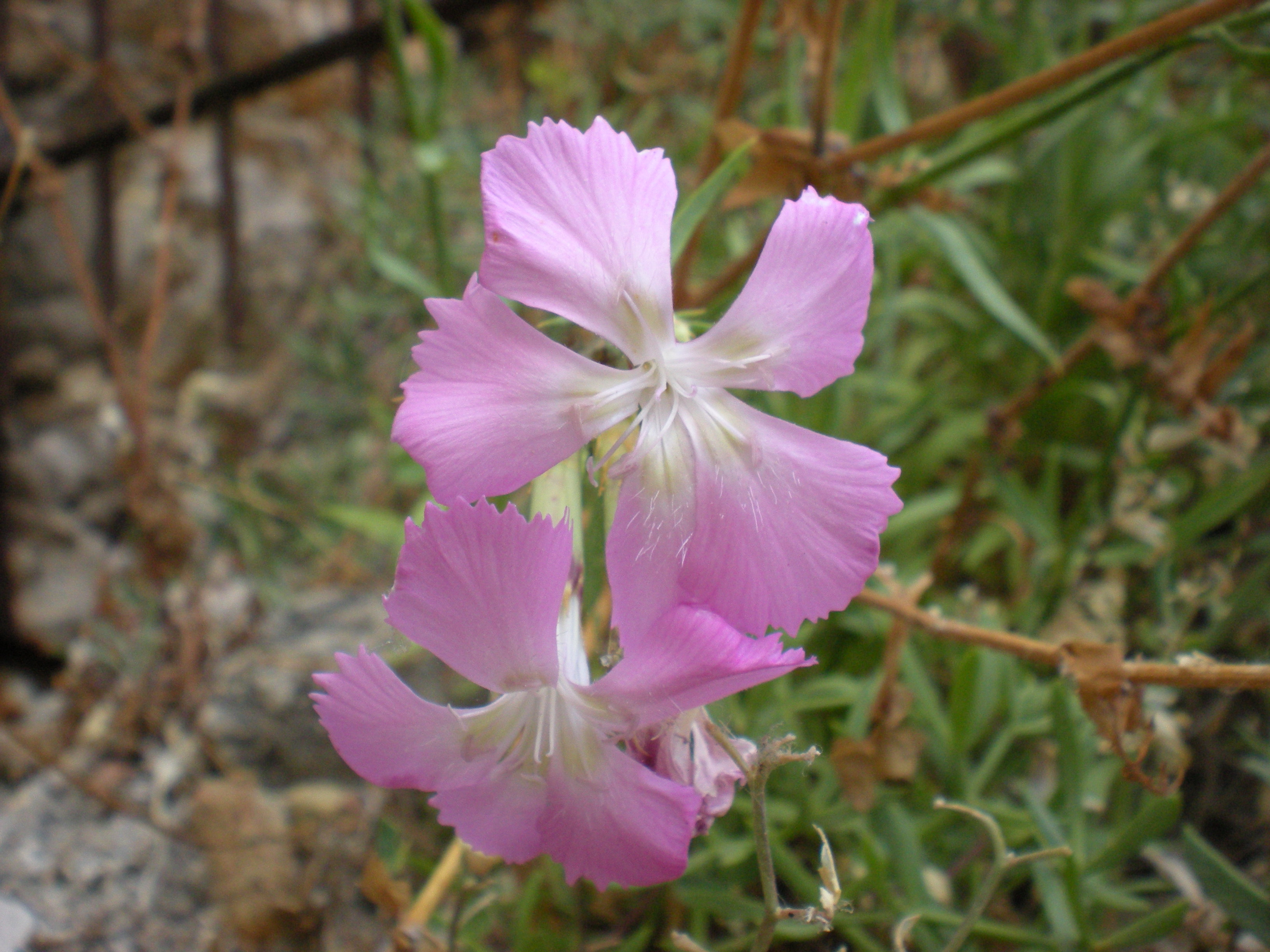
Kwiat

PokrójBylina półkrzewiasta dorastająca do 30–45 m wysokości.
LiścieMają prawie lancetowaty kształt. Mierzą 40–60 mm długości oraz 2–7 mm szerokości. Nasada liścia jest zrośnięta. Wierzchołek jest ostry.
KwiatyZebrane po 5–7 w wierzchotkach. Rozwijają się na szczytach pędów. Kielich ma cylindryczny kształt i dorasta do 22–30 mm długości. Płatki mają różową barwę, są strzępiaste na brzegu.

## Biologia i ekologia
Rośnie na terenach skalistych. Występuje na wysokości do 800 m n.p.m. Kwitnie od maja do września, natomiast według innych źródeł od czerwca do września. 

## Zmienność
W obrębie tego gatunku oprócz podgatunku nominatywnego wyróżniono dwa podgatunki:
- Dianthus rupicola subsp. aeolicus (Lojac.) Brullo & Miniss.
- Dianthus rupicola subsp. hermaeensis (Coss.) O.Bolòs & Vigo – występuje w Tunezji[8]

## Zastosowanie
Analiza olejku z destylowanych kwiatów wykazały obecność 66 komponentów. Jego skład charakteryzuje się wysoką zawartością pochodnych tymolu oraz karwakrolu. Wykazuje on dobrą aktywność przeciwbakteryjną wobec zakażeń bakteriami Bacillus cereus i Bacillus subtilis.

## Ochrona
Gatunek D. rupicola należy do gatunków mających znaczenie dla Wspólnoty wymienionych w załączniku II dyrektywy siedliskowej (92/43/EWG) w sprawie ochrony siedlisk przyrodniczych oraz dzikiej fauny i flory, przyjętych przez Radę Wspólnoty Europejskiej 21 maja 1992 roku.